# OU812
 (janvier 2016).
Si vous disposez d'ouvrages ou d'articles de référence ou si vous connaissez des sites web de qualité traitant du thème abordé ici, merci de compléter l'article en donnant les références utiles à sa vérifiabilité et en les liant à la section « Notes et références ».
Albums de Van Halen
5150 For Unlawful Carnal Knowledge
OU812 est le huitième album de Van Halen, sorti le 24 mai 1988.
OU812 est une référence à une série américaine de la fin des années 1970, Taxi, où était écrit "OU812" sur un des murs du garage. Au prétexte que le nom de l'album se transcrit phonétiquement en « Oh, you ate one too? » (« Oh, tu en as mangé un aussi »), il a été prétendu que ce titre avait été choisi en réponse à David Lee Roth qui venait de sortir un album nommé Eat 'em and Smile ("Mangez-les et souriez").
Cet album est dédié à Jan Van Halen, père d'Eddie et Alex, décédé quelques mois plus tôt. "This one's for you, Pa." est imprimé au dos du disque.
La version originale européenne ne comportait pas de 10e piste, ainsi que toutes les versions sur disques vinyles.

## Titres
Sur la pochette, les titres sont présentés par ordre alphabétique, alors que sur le CD les morceaux sont placés dans l'ordre chronologique suivant :
1. Mine All Mine – 5:11
2. When It's Love – 5:36
3. A.F.U. (Naturally Wired) – 4:28
4. Cabo Wabo – 5:48
5. Source Of Infection – 3:58
6. Feels So Good – 4:27
7. Finish What Ya Started (en) – 4:20
8. Black And Blue – 5:24
9. Sucker In A 3 Piece – 5:52
10. A Apolitical Blues – 3:50

## Personnel
- Sammy Hagar – chant, guitare rythmique
- Eddie Van Halen – guitare, claviers, chœurs
- Michael Anthony – basse, chœurs
- Alex Van Halen – batterie

## Certifications
| Pays              | Certification | Unités certifiées |
| ----------------- | ------------- | ----------------- |
| États-Unis (RIAA) | 4 × Platine   | 4 000 000         |
| Royaume-Uni (BPI) | Argent        | 60 000            |